# Ari Lehman

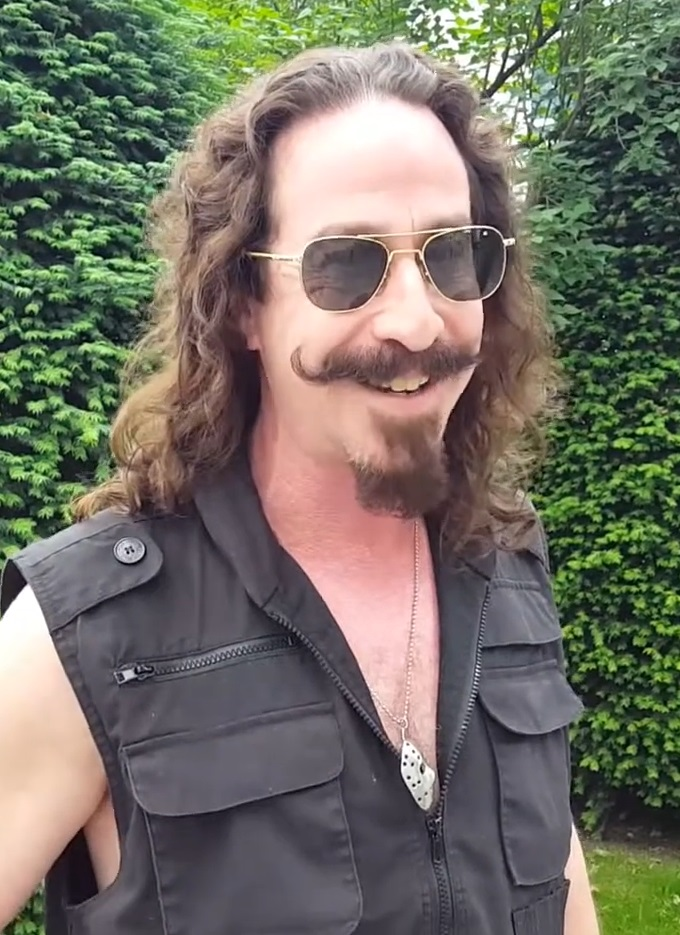
Ari Lehman, GCC München 2017

Ari Lehman (född 2 maj 1965 i Brooklyn, New York, USA) är en amerikansk skådespelare och artist. Han är mest känd för att ha spelat Jason Voorhees som barn i den första Fredagen den 13:e-filmen.
Lehman har även ett eget heavy metal-band som heter "First Jason" som är baserat på hans roll som Jason.

## Filmografi (i urval)
- 2012 – Deathwoods
- 2011 – The Girl
- 2010 – Underground Entertainment: The Movie
- 2010 – Night on Has Been Mountain
- 2009 – Terror Overload
- 2008 – Hell-ephone
- 2006 – ThanXgiving
- 1980 – Friday the 13th
- 1978 – Manny's Orphans